# فرانسوا آمگاس
فرانسوا آمگاس (انگلیسی: François Amégasse؛ زادهٔ ۱۰ اکتبر ۱۹۶۵) بازیکن فوتبال اهل گابن بود.
وی همچنین در تیم ملی فوتبال گابن بازی کرده است.